# Polyrhachis hirta
Polyrhachis hirta é uma espécie de formiga do gênero Polyrhachis, pertencente à subfamília Formicinae.